# Арабовщина
Ара́бовщина (бел. Арабаўшчына) — агрогородок в Городищенском сельсовете Барановичского района Брестской области Беларуси, в 11 км на север от г. Барановичи (считая от северной границы города), на дороге Р5. Население — 465 человек (2023).

## Этимология
Суффикс -овщина указывает на владельческий характер населённого пункта в прошлом. Основа Араб- является антропонимической и представляет собой сокращённую и переосмысленную форму личного имени Ерофей — Араб (Ерофей→Арафей→Арабей→Араб).
Названия поселений на -овщина активно возникали в период с XV по XVII век.

## История
В 1883 году — селение Новогрудского уезда Минской губернии.
После Рижского мирного договора 1921 года — в составе гмины Столовичи Барановичского повета Новогрудского воеводства Польши.
С 1939 года — в БССР, в 1940-62 годах — в Городищенском районе Барановичской, с 1954 года Брестской области. Затем — в Барановичском районе.
В Великую Отечественную войну с конца июня 1941 по июль 1944 года деревня была оккупирована немецко-фашистскими захватчиками. Погибло 7 односельчан, было разрушено 26 домов.

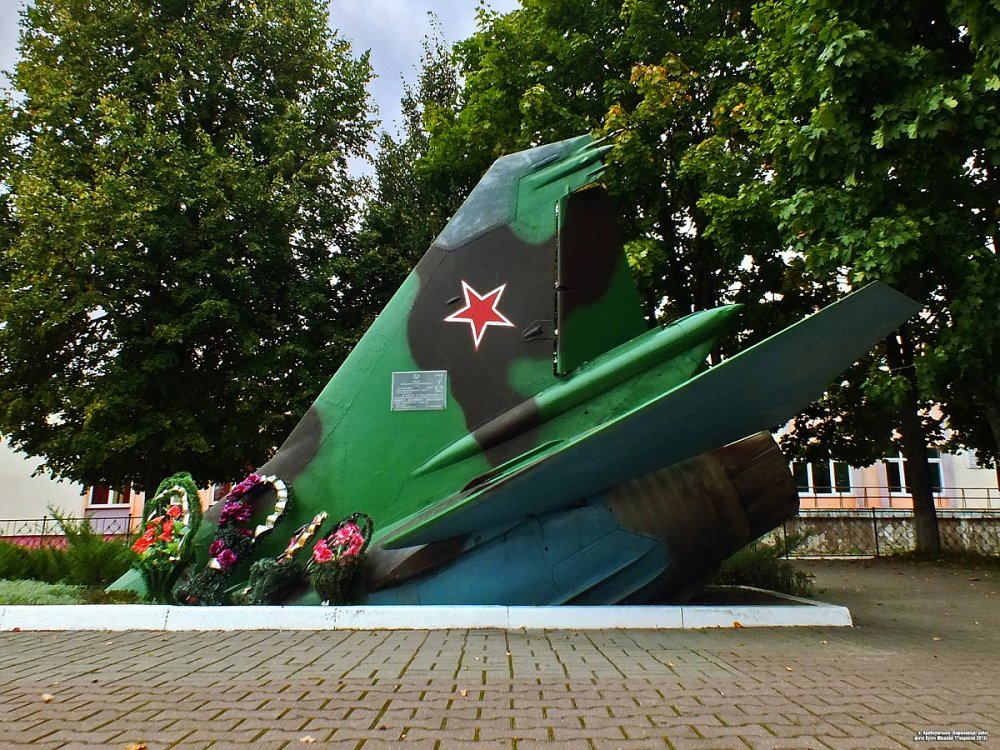
Памятник В. Карвату (2012)

Памятник «3 креста», недалеко от Арабовщины

23 мая 1996 года неподалёку от агрогородка Арабовщина, во время учебно-тренировочного полёта, разбился самолёт, которым управлял лётчик Владимир Карват. В агрогородке лётчику установлен памятник.

## Инфраструктура
- Бар[7].
- Арабовщинская базовая школа — ул. Могучего, 25.
- Арабовщинский детский сад — ул. Карвата, 1.
- Фельдшерско-акушерский пункт[8].
- Магазин «Родны кут» — ул. Могучего, 12 и «Евроопт» — ул. Могучего, 18.
- Сельский Дом культуры — ул. Могучего, 27.
- Сельская библиотека.
- Отделение почтовой связи — ул. Карвата, 2.
- Филиал банка.
- Дом быта — ул. Могучего, 16[1].

## Население
По состоянию на 1 января 2023 года в агрогородке проживало 465 человек в 209 хозяйствах, в том числе 60 моложе трудоспособного возраста, 249 — в трудоспособном возрасте и 156 — старше трудоспособного возраста. 
| Численность населения (по переписи) | Численность населения (по переписи) | Численность населения (по переписи) | Численность населения (по переписи) | Численность населения (по переписи) | Численность населения (по переписи) | Численность населения (по переписи) | Численность населения (по переписи) |
| 1897                                | 1909                                | 1921                                | 1939                                | 1970                                | 1999                                | 2009                                | 2019                                |
| ----------------------------------- | ----------------------------------- | ----------------------------------- | ----------------------------------- | ----------------------------------- | ----------------------------------- | ----------------------------------- | ----------------------------------- |
| 147                                 | ↗216                                | ↘31                                 | ↗118                                | ↗354                                | ↗645                                | ↘535                                | ↘479                                |

## Культура
- Дом культуры
- Музей ГУО «Арабовщинская базовая школа»

## Достопримечательность
- Памятник с мемориальной доской В. Карвату
- Памятник «3 креста» недалеко от Арабовщины